# 파파하

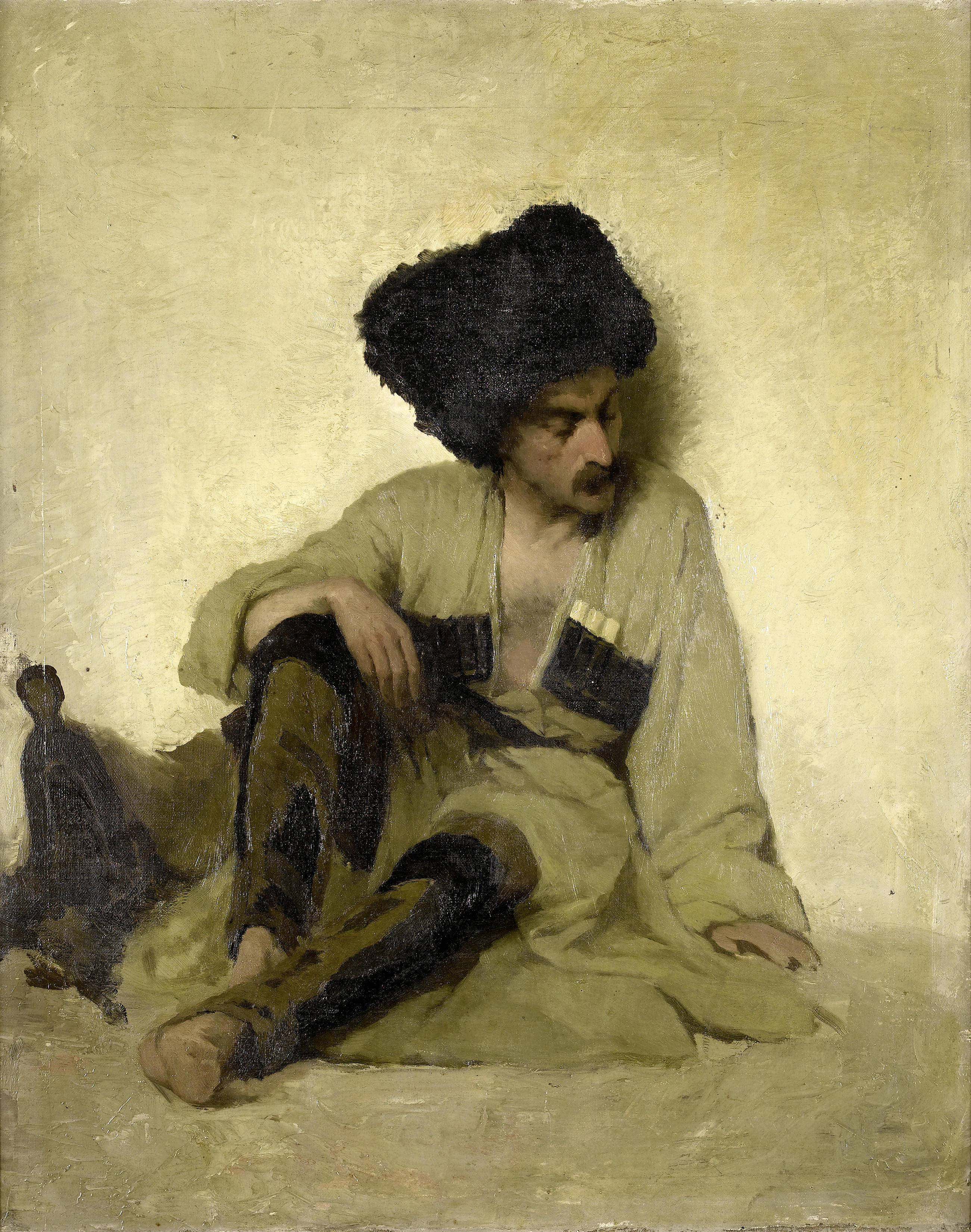
파파하를 쓴 남자

파파하(조지아어: ფაფახი, 아제르바이잔어: papaq, 체첸어: холхазан куй, 러시아어: папа́ха)는 코카서스 지역에서 제복을 입은 남성이 착용하는 모직 모자이다. 현대에 들어서는 코카서스 지역에서 유래된 모자로 아제르바이잔, 조지아, 아르메니아, 다게스탄, 체첸은 물론 러시아와 우크라이나를 포함한 전체 지역에서 착용되고 있다.